# Moschosma
Moschosma  é um gênero botânico da família Lamiaceae

## Espécies
Pertencem ao gênero 16 espécies:
Moschosma australe Moschosma brownii Moschosma caesium
Moschosma dimidiatum Moschosma moschatum Moschosma moschatus
Moschosma multiflorum Moschosma myriostachyum Moschosma ocymoides
Moschosma philippinense Moschosma polycladon Moschosma polystachyum
Moschosma riparia Moschosma riparium Moschosma tenuiflorum
Moschosma urticifolium